# The Incredible Burt Wonderstone
The Incredible Burt Wonderstone is een Amerikaanse filmkomedie uit 2013 onder regie van Don Scardino.

## Verhaal

### Proloog
Albert Weinselstein is als kind het mikpunt van pestkoppen op school. Hij heeft geen vrienden en ook thuis is hij doorgaans alleen, omdat zijn moeder op haar werk is. Wanneer hij op zijn verjaardag thuiskomt in een leeg huis, ligt daar een goocheldoos met instructievideo van goochelaar Rance Hooloway voor hem klaar als cadeau. Hij stopt de band in de videorecorder en is na de eerste truc verkocht. Hij wil ook goochelaar worden. Albert begint meteen te oefenen. Wanneer hij op school zijn eerste kunstjes laat zien aan de ook eenzame Anthony is dat het begin van een vriendschap die uitmondt in een samenwerking als goochelaars.

### Hoofdverhaal
Tientallen jaren later zijn Albert en Anthony uitgegroeid tot goochelduo Burt Wonderstone & Anton Marvelton. Ze hebben tien jaar volle zalen getrokken als vaste hoofdact in Bally's Hotel in Las Vegas, met een voorstelling in de stijl van Siegfried & Roy. Het succes is Burt in die tijd naar het hoofd gestegen. Hij is arrogant, flaneert met zijn rijkdom, behandelt andere mensen als gebruiksvoorwerpen en vrouwen puur als lustobjecten. Zijn gedrag heeft ervoor gezorgd dat Anton hem nog met moeite tolereert en er verder alleen groupies in zijn gezelschap willen verkeren. Nadat hij met een seksistische opmerking de zoveelste goochelassistente verjaagt, volgt productie-assistente Jane haar tegen wil en dank op.
Omdat Burt en Anton tien jaar dezelfde voorstelling hebben opgevoerd, raakt het publiek op ze uitgekeken. Op hetzelfde moment wordt goochelaar/illusionist Steve Gray met een totaal andere aanpak juist steeds populairder. Met een imago als dat van Criss Angel en trucs en stunts als die van David Blaine, voert hij een totaal andere act op dan Burt en Anton doen. Gray heeft een eigen televisieprogramma genaamd Brain Rapist en voert hiervoor tussen het publiek stunts uit waarbij hij in zichzelf snijdt, overnacht op hete kolen en weken niet naar het toilet gaat. Anton besluit dat zij ook moeten vernieuwen en bedenkt een stunt waarin Burt en hij wekenlang in een plexiglas kist in de volle zon zullen verblijven. Burt is ervan overtuigd dat hij niets hoeft te veranderen aan zichzelf. Hij neemt wel deel aan de stunt, maar komt onvoorbereid opdagen. Het gevolg is dat hij na twintig minuten in paniek raakt, de kist vernielt en de stunt doet mislukken. Anton geeft het op en verbreekt zijn relatie met Burt. Nadat die er dronken in faalt hun show voor twee in het hotel in zijn eentje te doen, ontslaat hoteleigenaar Doug Munny hem. Na tientallen telefoontjes komt Burt erachter dat elders niemand het ziet zitten om hem in te huren of een partnerschap met hem aan te gaan. Daarbij blijkt hij ook vrijwel zijn hele bankrekening te hebben verbrast.
Burt verhuist naar een klein appartement en vindt een baantje als entertainer in een verzorgingstehuis voor ouderen die ooit in de amusementsindustrie in Las Vegas werkten. Terwijl hij op de automatische piloot zijn kunstjes uitvoert, verraadt een van de ouderen nors zijn trucs terwijl hij ze uitvoert. Het blijkt de op leeftijd geraakte Holloway. Die vertelt Burt dat zijn gebrek aan enthousiasme van hem afstraalt en het publiek hem daarom ook niet meer pruimt. Samen bezoeken ze een straatvoorstelling van Gray. Wat ze zien, vinden ze afgrijselijk en niets met goochelen te maken hebben. Ze besluiten daarom om samen hun eigen vaardigheden aan te scherpen en te proberen terug te komen. Burt probeert zijn kunsten gaandeweg uit op de bewoners van het verzorgingstehuis. Een van de oudere dames daarin, blijkt de oma van Jane. Wanneer dit tijdens een bezoekje aan het licht komt, maakt Burt Jane zijn excuses voor zijn gedrag en leggen ze het bij.
Munny schrijft een talentenjacht voor goochelaars/illusionisten uit. Wie die wint, krijgt een vijfjarig contract als hoofdact van zijn nieuwe hotel. Burt maakt een afspraak met Anton om ook hem zijn excuses te maken en het bij te leggen. Ze besluiten samen te proberen het contract te winnen. Ze vragen ook Jane om zich bij hen aan te sluiten, ditmaal niet als vervangbare assistente, maar als volwaardige partner. Anton bedenkt een truc waarin ze niet zichzelf of een voorwerp, maar het hele publiek laten verdwijnen.
Gray blijkt ook een van de deelnemers aan de talentjacht. Hij legt de toeschouwers uit dat hij zichzelf in het hoofd gaat boren zonder iets vitaals te raken. De stunt gaat alleen verkeerd, waardoor hij zichzelf met een hersenbeschadiging opzadelt. Vervolgens komen Burt, Anton en Jane met hun voorstelling. Hierbij maken ze gebruik van kratom. Door dit te verbranden, komt er een rook vrij die ervoor zorgt dat het publiek bij inademing meteen buiten westen raakt. Ze kunnen de toeschouwers daardoor bewusteloos verplaatsen en op een locatie buiten het hotel weer bij laten komen. Op de vraag of ze iedereen ook weer naar binnen kunnen goochelen, voeren ze het hele ritueel nog eens uit, maar dan in omgekeerde richting. Het succes van de truc en de permanente uitschakeling van Gray, maken dat Munny het trio het contract in zijn nieuwe hotel geeft.

### Epiloog
Burt, Anton, Jane en Holloway slepen bewusteloze toeschouwers in en uit een busje om ze van de ene naar de andere plek te vervoeren voor hun truc van het verdwijnende publiek. Ze gooien met lichamen en armen, benen en hoofden slepen over de grond. Jane is in de weer met concealer om bloeduitstortingen bij de toeschouwers te camoufleren voor die bijkomen.

## Rolverdeling
- Steve Carell - Albert 'Burt Wonderstone' Weinselstein
- Steve Buscemi - Anthony 'Anton' Marvelton
- Olivia Wilde - Jane
- Jim Carrey - Steve Gray
- James Gandolfini - Doug Munny
- Alan Arkin - Rance Holloway
- Jay Mohr - Rick the Implausible
- Michael Herbig - Lucius Belvedere
- Mason Cook - Burt (als kind)
- Luke Vanek - Anton (als kind)
- Brad Garrett - Dom
- Fiona Hale - Grace
- Sonya Eddy - Hanna
- David Copperfield - Zichzelf
- Erin Burnett - Zichzelf